# Plínio Gomes de Mello
Plínio Mello (Cruz Alta, 21 de junho de 1900 —20 de setembro de 1993) foi um jornalista brasileiro. Foi fundador do Partido dos Trabalhadores, parte do grupo que, junto com Mário Pedrosa, funda a oposição de esquerda no Brasil.

## Biografia
Inicia sua militância durante a década de 1920. Estudante de direito em Porto Alegre, aos 22 anos Plinio Mello se envolve na candidatura de Joaquim Francisco de Assis Brasil  ao governo do Rio Grande do Sul , movimento de oposição a Borges de Medeiros que pretendia continuar governando o Estado. Participou da Revolução de 1923, ao lado dos maragatos contra os ximangos.Em dezembro de 1923, pacificou-se a revolução no Pacto de Pedras Altas, no famoso castelo, residência de Assis Brasil. Desgostoso com a derrota, Plinio vai para o Rio de Janeiro, onde permanece por quase um ano.
Em 1926 com Dimas de Oliveira, Oscar Pedroso Horta e Alberto Muniz da Rocha Barros, Plinio Mello dirige a revista Mocidade, chegando a publicar três números . 

### Plinio e o Comunismo
Em 1925 muda-se para São Paulo, volta a estudar direito e conhece Mário Pedrosa e Lívio Xavier, influências fundamentais em sua trajetória política.
| “ | Em 1926, Pedrosa e Lívio Xavier já eram militantes do PCB (Partido Comunista do Brasil). Sob a influência de Pedrosa, deixei de ser um nacionalista ferrenho, convicto de que a solução dos problemas brasileiros só se daria através de um movimento daquela natureza. Transformei-me em 'aprendiz de marinheiro', me tornei simpatizante comunista | ” |

.
Influenciado pelo ideário comunista, em maio de 1927, Plinio Mello publica um artigo sobre Fascismo e Bolchevismo na Revista do Centro Acadêmico XI de Agosto, da Faculdade de Direito de São Paulo. 
Em agosto de 1927, Plinio Mello rompe definitivamente com seu passado nacionalista. Num discurso aos colegas e professores, faz uma crítica contundente ao ensino de direito (baseando-se em Pontes de Miranda e José Augusto César, juristas renomados) e torna pública sua adesão ao socialismo, no fim do seu discurso rompe com a faculdade e com a ideologia burguesa aliensinada.
Algum tempo depois de abandonar a faculdade às vésperas da formatura, Plinio entra no Partido Comunista Brasileiro/Partido Comunista do Brasil. Ele participa de um grupo de militantes e intelectuais filiados ou próximos do PC em São Paulo, mas é apenas um "simpatizante ativo", como ele se classifica. Plinio Mello considera curiosa a maneira como entrou no PC. Foi convidado, em certa ocasião, a participar de uma reunião daquele grupo (que contava com Everardo Dias, Licínio Martins e outros), na qual se discutiria a organização do partido em São Paulo. Compareceu à reunião e, convencido da necessidade de organizar o PCB no Estado, subscreveu o programa e filiou-se imediatamente

### Plínio e o BOC Gaucho
No final de 1927,  inicio de 1928, já como militante do Partido Comunista Brasileiro/Partido Comunista do Brasil, sua primeira missão foi viajar ao Rio Grande do Sul para discutir com os comunistas gaúchos a influência e a importância da pequena burguesia, representada pela Coluna Prestes, na linha política do PCB re presentada pelo estudo de Octávio Brandão Agrarismo e Industrialismo. Naquele período começavam a se manifestar no Brasil os reflexos das profundas modificações introduzidas e já consolidadas no movimento comunista internacional desde 1928 com o VI Congresso da Internacional Comunista que oficializou o chamado "Terceiro Período", que colocava a oposição irreconciliável entre comunistas e sociais-democratas.
Naquela época ocorreu também a dupla cisão nas fileiras do partido: de um lado, Joaquim Barbosa, responsável sindical do PCB, criticava a linha sindical da direção; de outro, um grupo de cinqüenta militantes censurava a falta de democracia interna, entre eles, Lívio Xavier, amigo e companheiro de Plinio. Para resolver o impasse, realiza-se o II Congresso do PCB, de 29 de dezembro de 1928 a 4 de janeiro de 1929, em Niterói. Entre os delegados por São Paulo está Plinio Mello.o Congresso foi convocado fundamentalmente para solucionar o problema da oposição de Joaquim Barbosa, mas nele se definiu a linha de atuação do PCB para as eleições de 1930, que levou à formação do "Bloco Operário Camponês" (BOC) . 
Em 1929 Plinio Mello seria responsável pela direção do BOC gaúcho, retorna ao Rio Grande do Sul junto com Hersch Schechter (encarregado de criar a Confederação Regional do Trabalho além da fundação e reorganização de sindicatos à base de indústria ou de empresa). Nas eleições presidenciais marcadas para março de 1930, quando o BOC apresenta seus candidatos, Plinio Mello tinha a tarefa de se candidatar pelo BOC às eleições para a Assembléia dos Representantes do Estado, que ocorreriam em 30 de março de 1929. Mello obteve quinhentos e oitenta e quatro votos na referida eleição, votação significativa para um nome recém-chegado ao estado,embora insuficiente para ser eleito.
Em 14 de fevereiro de 1930, a perseguição iniciou com uma invasão na sede do BOC e da CRT onde foi apreendida volumosa documentação e ao todo vinte e dois militantes, entre eles Marcos Piatigoski, Leon Piatigoski, Nicolau Artsevensco, Simão Borodini, Pelayo Gil Ribas e Plínio Mello. Do total, dez eram estrangeiros, dos quais cinco foram postos em liberdade e o restante deportado.
Após a prisão no Rio Grande do Sul, Plinio Mello refugia-se no Uruguai, entrando em contato com o Bureau Sul-Americano da Internacional. Entre abril e maio de 1930, em Buenos Aires, participa da Conferência do Bureau Sul-Americano, com a alcunha de Pablo Osório, apresenta seu relatório sobre o PCB no Rio Grande do Sul . Foi testemunha do momento em que a Internacional Comunista resolve colocar a seção brasileira nos eixos, adequando-a à linha internacional. Confrontada com as diretivas formuladas na União Soviética no início de 1930, a linha política do PCB é violentamente atacada. Astrojildo Pereira e Octávio Brandão, presentes à conferência, são obrigados a acatar as "críticas" e a adotar o curso ultra-esquerdista determinado pela Internacional Comunista. A adoção dessa nova linha, levou ao chamado obreirismo, ou seja, a maioria da direção deveria ser composta de "operários autentico", isso foi um pretexto para o afastamento da antiga direção .

### Plínio e a LCI
Plinio Mello retorna ao Brasil ainda em 1930. Com destino a São Paulo, se vê obrigado a passar uma temporada em Santos, devido a intensificação da repressão policial na capital paulista. Numa reunião, critica Astrojildo Pereira por assumir integralmente a linha majoritária na Internacional. Pouco tempo depois, é expulso do PCB.
Em 1931 Plinio Mello se reaproxima de Mário Pedrosa e de Lívio Xavier. O grupo de comunistas que, em 1928, havia criticado a falta de democracia interna no partido ficara disperso por algum tempo. A unificação e reorganização desses militantes dispersos vai ser obra de Mário Pedrosa. E Plinio estará ao lado do antigo companheiro.
Em meados de 1930 Pedrosa organiza o Grupo Comunista Lênin (GCL), com a participação significativa de gráficos e jornalistas paulistas. Este Grupo irá aderir à Oposição de Esquerda Internacional, liderada por Leon Trótski.Em janeiro de 1931 este agrupamento torna-se a Liga Comunista Internacionalista (LCI). Entre seus fundadores além de Mário Pedrosa, estavam Benjamin Péret (poeta surrealista francês que vivia no Brasil), Lívio Xavier e Aristides Lobo, além de Plínio Mello, fazem parte dois fundadores do Partido Comunista do Brasil, em 1922, João da Costa Pimenta, Rodolfo Coutinho.Outra destacada grande base de influência da Liga era a Associação dos Comerciários,  onde atuava Lélia Abramo, que se tornará em 1958, uma grande atriz brasileira, além da ligação com operários metalúrgicos.
| “ | A minha orientação natural era ir para o grupo do Mário Pedrosa e do Lívio Xavier, mesmo porque eu estava sob a influência mais persistente deles nessa época. A Liga era então um pequeno grupo de militantes. Sua produção literária saía pela Gráfica-Editora Unitas. Mas a atuação desse pequeno grupo era evidente. Era um trabalho de massa no Sindicato dos Gráficos, na Associação dos Comerciários, era algum ligação com operários metalúrgicos. E a penetração do PC não era grande aqui em São Paulo naquela época. Eles se limitavam afazer sua contraposição através do jornal A Classe Operária. O PC nos atacava porque não tinha outro objetivo sendo acabar com o trotskistas no Brasil. Minha atuação se dava mais no Sindicato do Gráficos. Naquele tempo, jornalista era militante do Sindicato dos Gráficos | ” |

Certo dia, em meados de 1932,  ao sair do Sindicato dos Gráficos, Plinio Mello é detido e levado para o Rio de Janeiro. Fica preso por algum tempo. Depois de solto, fixou residência por lá. Durante mais algum tempo ainda militou na Liga Comunista. Com o surgimento de divergências com os militantes da Liga, passou a atuar no movimento sindical carioca.

### Plinio e o PSR
Em agosto de 1934, durante os trabalhos da Constituinte, juntamente com alguns deputados classistas (representantes de diversas categorias profissionais organizadas), ele participa da fundação do Partido Socialista Proletário do Brasil (PSPB), que se expressava pelo jornal Trabalho. 
Quando o Partido Comunista tenta dar um putsch militar, no que se convencionou chamar de Intentona Comunista e foi duramente esmagado pelo governo Vargas, em novembro de 1935. Seguiu-se uma massiva onda de prisões a toda a esquerda. Plinio Mello é encarcerado no navio Pedro I, transformado em presídio político.
Junto com outros militantes trotskistas e comunistas expulsos do PC por terem se oposto à preparação da insurreição (Barreto Leite Filho, Febus Gikovate, Augusto Besouchet), no navio-cárcere Plinio Mello redige um manuscrito de crítica ao putsch. Após dois anos de prisão sem qualquer processo, Plinio é libertado e resolve esconder-se por algum tempo.
Em 1938 Plinio Mello volta para São Paulo e passa a trabalhar como jornalista. Por essa razão, tem uma militância limitada no Partido Operário Leninista (POL), nome que a organização trotskista tinha na época. Mas isso não o impediu de influir decisivamente na aproximação de Herminio Sacchetta  e Alberto Moniz da Rocha Barros com o POL. Sacchetta e Rocha Barros foram os principais líderes da cisão do PCB em 1937, contrários ao apoio que a direção do partido deu a  José Américo um dos candidatos à sucessão presidencial, que não ocorreu em virtude do golpe de Getúlio, instaurando o Estado Novo.
Participa ativamente da construção do Partido Socialista Revolucionário (PSR) em 1939 surgido da fusão entre o Partido Operário Leninista (POL) e a Dissidência Pró-Reagrupamento da Vanguarda Revolucionária, cujos integrantes liderados por Sacchetta haviam sido expulsos do PCB sob a acusação de “trotskismo”. 
Em 1943 Plinio Mello é eleito presidente do Sindicato dos Jornalistas de São Paulo mergulhando de corpo e alma na atividade sindical, embora mantenha ligações com a militância trotskista. Em setembro de 1946, Plinio participa do Congresso Nacional dos Trabalhadores, representando o Sindicato, e é indicado como relator da tese sobre liberdade e autonomia sindicais. O relatório final levanta seis pontos: liberdade de elaboração dos estatutos sindicais, fiscalização financeira pelos próprios associados, não-intervenção do poder público, simplificação do processo de organização e legalização dos sindicatos, liberdade de sindicalização, e democracia na organização e funcionamento dos sindicatos.Plinio Mello deixa a diretoria do sindicato em 1947.
Após a assinatura do pacto germano-soviético, a invasão da Polônia e anexação dos países bálticos pela URSS e o início da Segunda Guerra Mundial, o debate sobre a natureza da União Soviética e sua defesa em caso de guerra rachou a IV Internacional de cima a baixo. O tema criou séria cisão no Socialist Workers Party (SWP) dos EUA em 1940; como grande parte do Comitê Executivo Internacional (CEI) era vinculada ao SWP, a discussão teve reflexos profundos na IV Internacional. Enquanto a facção majoritária, liderada por James Patrick Cannon, sustentava a posição de Trotski a respeito da natureza da URSS (“estado operário degenerado”) para justificar sua defesa nos momentos de guerra com países capitalistas, a facção minoritária, liderada por Max Shachtman, James Burnham e Martin Abern, argumentava que a URSS não deveria ser apoiada na guerra contra a Finlândia, e mesmo que a URSS se degenerou a tal ponto que não mereceria qualquer tipo de defesa. Mario Pedrosa participou desta discussão com o texto “A defesa da URSS na guerra atual” (9 de novembro), publicado no boletim do SWP apoiando a fração minoritária. Isso causou uma comoção grande da primeira geração de trotskistas brasileiros que apoiaram Pedrosa.

### Plinio Socialista
Quando Pedrosa retorna ao Brasil, reune seus antigos camaradas para atuarem dentro da Esquerda Democrática. Na sua II Convenção Nacional, em abril de 1947, a Esquerda Democrática transforma-se no Partido Socialista Brasileiro (PSB). Grande parte dos militantes iniciadores do trotskismo nos anos 30, no Brasil, e que com ele rompem no início dos anos 40, estarão nas fileiras do PSB: João da Costa Pimenta, Aristides Lobo, Fúlvio Abramo, Febus Gikovate, Mário Pedrosa (com seu jornal Vanguarda Socialista) e Plinio Mello.
Como suplente de Rogê Ferreira em 1956, assume durante alguns meses a cadeira de deputado, apresentando projetos de reforma sindical e de alteração da lei de férias dos trabalhadores.
Em 1 de agosto de 1978 Plinio Mello e Mário Pedrosa escrevem uma carta defendendo a luta por um Partido dos Trabalhadores, entregue a Lula em 1979. Nesta carta propõe a construção de um Movimento dos Trabalhadores pelo Socialismo que origine um partido com a consciência proletária".